# 17-й гвардейский авиационный полк дальнего действия
17-й гвардейский Рославльский авиационный полк дальнего действия — воинская часть Вооружённых сил СССР в Великой Отечественной войне и в послевоенный период.

## История наименований полка
- 17-й гвардейский авиационный полк дальнего действия;
- 17-й гвардейский Рославльский авиационный полк дальнего действия (с 25 сентября 1943 года);
- 169-й гвардейский Рославльский бомбардировочный авиационный полк дальнего действия (с апреля 1946 г.)
- 169-й гвардейский Рославльский минно-торпедный авиационный полк дальнего действия (с 1960 г.)
- 169-й гвардейский Рославльский ракетоносный авиационный полк дальнего действия Авиации ВМФ(с 01.05.1961 г.)
- 169-й гвардейский Рославльский смешанный авиационный полк ВМФ (с 20 декабря 1982 г.)
- 362-я гвардейская смешанная авиационная эскадрилья
- п/п, в/ч 36158

## История и боевой путь полка
Полк был сформирован на основании постановления ГКО от 30.04.43 г. Директивой НШ АДД №701833 от 13.05.43 г. На формирование полка была обращена 1-я авиационная эскадрилья 6-го гв. авиационного полка дальнего действия 1-й гвардейской авиационной дивизии дальнего действия (бывш. 3-я АД). На вооружении полка были самолёты Ил-4. Полк начал боевую деятельность, дислоцируясь на аэродроме Монино.
С мая 1942 г. на вооружении полка состояли бомбардировщики среднего радиуса действия Б-25 Митчелл различных модификаций.
07.09.43 г. приказом командира 1-го бомбардировочного авиационного корпуса полк был награждён переходящим Красным Знаменем от трудящихся г. Москвы, как лучший полк корпуса.
Приказом ВГК от 25.09.43 г. 17-му гв. авиационному полку ДД было присвоено звание «Рославльский», а всему личному составу полка объявлена благодарность Верховного Главнокомандующего.
01.05.44 года на аэродроме Макарово в торжественной обстановке командир корпуса генерал-майор авиации Д. П. Юханов вручил полку Боевое гвардейское Знамя.
Полк переименован Директивой Генерального штаба № Орг/10/315706 от 26.12.44 г. в 17-й гв. тяжёлобомбардировочный полк.
Последний боевой вылет полка состоялся 30.04.45 года. Полк до конца войны дислоцировался на аэр. Пружаны, западная Белоруссия. За два года боевых действий, с 27.05.43 по 30.04.45 года полк произвел 3410 боевых самолётовылетов.

### Участие в операциях и битвах
- Курская битва
- Белгородско-Харьковская операция
- Белорусская наступательная операция
- Ленинградско-Новгородская операция
- Прибалтийская наступательная операция
- Висло-Одерская операция
- Берлинская операция

### Послевоенная история полка
Базирование после Великой Отечественной войны:
с 18.06.45 по апрель 1946 на аэр. Янув, г. Минск-Мазовецкий, Польша
14.06.46 г. по 1947 год на аэр. Канко-2 (г. Канко, в н.в. Хамхын, Северная Корея)
с 1947 по 1951 г. на аэр.Завитая Амурская обл.
с 1951 по 1983 г. на аэр. Хороль, Приморский край
с 1983 до конца — аэр. Камрань, Вьетнам.
После войны полк базировался в Польше, затем в мае 1946 года полк сдает технику и имущество и убывает к новому месту дислокации в Корею. 
В 1947 году полк перебазируется в СССР на аэродром Завитая в Амурской области, в 1951 году перелетает на аэродром Хороль в Приморье. На вооружении полка поступили  стратегические бомбардировщики Ту-4. Аэродром Хороль оказался самым длительным местом постоянного базирования для полка.
В 1960 году полк был передан из состава дальней авиации в авиацию ВМФ, без смены места базирования. Полк вошёл в состав 3-й минно-торпедной авиационной дивизии Тихоокеанского флота и переучивается на самолёты Ту-16. 
В декабре 1982 года 169-й гвардейский морской ракетоносный авиационный полк начинает переформирование в 169-й гв. смешанный авиационный полк и готовится к смене места базирования на аэр. Камрань во Вьетнаме. 3 декабря 1983 года первая и вторая авиационные эскадрильи перелетели на аэродром Камрань.
В ноябре 1986 года 169-й гв. ОСАП, уже при нахождении его в Камрани, был выведен из подчинения командира 25-й авиационной дивизии (бывш. 3-й) и подчинён непосредственно командующему ВВС ТОФ, с оперативным подчинением командиру 17-й оперативной эскадры. На вооружении смешанного полка были:
- 1-я авиационная эскадрилья, 16 самолётов Ту-16 в вариантах ракетоносцев, постановщиков помех и заправщиков
- 2-я авиационная эскадрилья, 4 самолёта разведчика-целеуказателя Ту-95РЦ, 4 противолодочных самолёта Ту-142, два транспортных самолёта Ан-26
- 3-я истребительная авиационная эскадрилья, 14 самолётов-истребителей МиГ-23
- вертолётный отряд: 4 вертолёта Ми-14 в противолодочном и спасательном вариантах.

1 декабря 1989 года 169-й гв. ОСАП был переформирован в 362-ю гв. смешанную авиационную эскадрилью, в составе 2 Ту-95РЦ, 2 Ту-142М и два Ан-26.
1 декабря 1993 года 362-я гв. ОСАЭ была расформирована (Директива ГШ ВМФ №730/1/0165 от 03.03.1993 г.). Все самолёты перелетели на аэродромы ВВС ТОФ, за исключением одного неисправного Ан-26. На аэродроме Камрань сформирована 128-я авиационная комендатура, для обеспечения приёма и выпуска перелетающих самолётов.

## Вооружение
- Ил-4
- Ту-4
- Ту-16
- Ту-95РЦ
- МиГ-23
- Ан-26
- Ту-142
- Ми-14пс,Ми-14пл

## Отличившиеся воины полка
За годы ВОВ три человека из состава полка награждены медалью Золотая Звезда (командир полка Матросов А. Е., командир эскадрильи Краснухин А. М., заместитель командира эскадрильи Глазов И. М.). 1398 человек награждены орденами и медалями.